# Paul Kellner
Paul Kellner (6 giugno 1890 – Berlino, 3 aprile 1972) è stato un nuotatore tedesco.

## Palmarès

### Olimpiadi
- Bronzo a Stoccolma 1912 nei 100 metri dorso.